# 京都市南区久世町高齢女性殺害事件
京都市南区久世町高齢女性殺害事件（きょうとしみなみくくぜちょうこうれいじょせいさつがいじけん）は、2020年6月30日に京都府京都市南区で発生した殺人事件である。目撃情報などの手掛かりがなく、2024年時点でも未解決事件となっている。

## 概要
6月30日午前7時ごろ、自宅アパートで被害者が意識のない状態で倒れているのを親族が発見し、119番通報した。
司法解剖の結果、くびに紐のようなもので絞められた痕があり、死因は絞殺。
警察発表によると、室内を荒らされた形跡はないとのことであり、また警察での仮説として、怨恨もしくは別の目的で殺害したとみられている。